# Huy (motorfiets)
Huy is een historisch Duits merk van motorfietsen.
De bedrijfsnaam was: Fahrzeug motoren AG, later Huy Motorenwerk en Huy Motorenwerk Arthur Thiele, Dresden-Mickten.
Huy was een van de honderden kleine Duitse merken die in 1923 begonnen met de productie van motorfietsen. Verreweg de meesten (meer dan 150) verdwenen in 1925 weer van de markt door de grote concurrentie en het feit dat ze geen dealernetwerk konden opbouwen en afhankelijk waren van klanten in de eigen regio. Huy wist het vol te houden tot aan het begin van de jaren dertig, omdat de 198cc-Hu
yt met Alba-zijklepmotor door zijn robuuste constructie toch vrij populair werd. Het merk leverde in de laatste jaren van zijn bestaan ook een model met een 346cc-eencilinder MAG-motor.